# Rousettus bidens
Rousettus bidens es una especie de murciélago de la familia Pteropodidae.

## Distribución geográfica
Es endémica del norte de Sulawesi, en Indonesia.